# Encopresi
Con il termine encòpresi ci si riferisce alla defecazione regolare e incontrollata nei vestiti o in altri luoghi non appropriati in un soggetto di età superiore ai 4 anni.

## Etimologia
Il termine encopresi deriva dalla lingua greca ἐν = in e κόπρος = sterco letteralmente quindi defecare dentro. O anche feci dentro = trattenere le feci

## Età e sesso predominante
Il 70% circa dei soggetti presenta l'insorgenza del sintomo prima dei 5 anni di età.
L'encopresi è più frequente nei maschi rispetto alle femmine (con un rapporto di 1.5:1).

## Eziologia
- Cause anatomiche
  - Ragadi anali
  - Stenosi anale
  - Stenosi post-chirurgica di ano o retto
  - Defecazione dolorosa da qualsiasi causa
  - Megacolon agangliare o morbo di Hirschsprung
  - Rallentamento della motilità intestinale
- Cause alimentari
  - Carenza di fibre alimentari nella dieta
  - Dieta troppo ricca di latte o proteine
  - Scarsa assunzione di acqua
- Cause psicologiche
  - Addestramento all'uso del vasino e toilette eccessivamente aggressivo oppure permissivo
  - Ansia e paura o idiosincrasia del vasino e della toilette
  - Conflitto emotivo con i genitori (sull'alimentazione, il mangiare, l'abbigliamento)
  - Associazione con abusi sessuali in età pediatrica

## Fisiopatologia
Con grande frequenza l'encopresi si manifesta a seguito della stipsi cronica. Con il termine encopresi ritentiva ci si riferisce proprio alla volontaria ritenzione di feci, molto spesso conseguente alla paura dell'emissione delle stesse. In alcuni soggetti è la stessa stipsi cronica a causare delle evacuazioni irregolari e incomplete, spesso dolorose. Molti bambini spesso quando avvertono lo stimolo della defecazione lo trattengono volontariamente per evitare spiacevoli situazioni, Quando il bambino si abitua alla distensione cronica del retto può non sentire più il bisogno di defecare normalmente. Questo processo termina con il passaggio di feci molli, poltacee o liquido fecale che scivolano intorno alla massa fecale trattenuta. Ne risulta un involontario imbrattamento fecale.

## Manifestazioni cliniche
L'encopresi identifica perciò una manifestazione ben precisa, quella di defecare in luoghi inaccettabili. Rispetto a una manifestazione analoga, l'enuresi che è prevalentemente notturna, l'encopresi è al contrario prevale durante il giorno.

Si distingue in una forma primaria (quando il soggetto, tipicamente un bambino, non hai mai acquisito il controllo fecale) e in una secondaria, a comparsa in età successiva.
- Storia di stipsi ed emissione di feci dure
- Riscontro di notevole quantità di materiale fecale nel corso di un esame rettale
- Storia di movimenti intestinali dolorosi
- Feci pastose riscontrate sulla biancheria

## Diagnosi
Il sospetto diagnostico è clinico e si basa in particolare su una anamnesi dettagliata e un esame clinico attento, in particolare dell'area genitale e perineale. A completamento è utile eseguire una radiografia addominale, in particolare se vi è un forte sospetto di stipsi ma l'esame clinico e l'esplorazione rettale non depongono in tal senso.

## Prevenzione
- Alimentazione corretta
- Individuazione precoce del problema: attenzione alla riduzione del numero di defecazioni, presenza di feci di grosse dimensioni e comparsa di imbrattamento fecale sugli indumenti.
- Ricercare lo svezzamento dal pannolino dopo i 3 anni.
- Trattare precocemente la dermatite da pannolino e ogni tipo di ragade anale eventualmente concomitante

La genesi è di natura psicogena o nevrogena, non trovando essa alcun ruolo in patologie nervose o muscolari.
Può essere associata a stipsi o a incontinenza da diarrea, o ancora senza né l'una né l'altra.
Può persistere dall'infanzia (encopresi primaria) o manifestarsi come fenomeno regressivo (encopresi secondaria).
Spesso si associano, nei due terzi dei casi, stipsi cronica, fecalomi, incontinenza da eccessivo accumulo di feci, e si può assistere a un megacolon psicogeno.

## Trattamento
Il trattamento include l'educazione e l'assistenza dei genitori perché aiutino il bambino a usare il bagno.
- È importante ottenere la collaborazione del bambino nell'affrontare tale problema. Premiarlo per non aver sporcato il letto si dimostra utile.
- È importante evitare di eseguire ripetute esplorazioni o manipolazioni rettali, clisteri e supposte. Il bambino può viverle come punitive.
- I bambini più grandi dovrebbero provvedere essi stessi a lavare le lenzuola e il pigiama sporcati.
- Può portare giovamento l'uso di oli minerali (per ammorbidire le feci), polietilenglicole[5] e una dieta ricca di scorie.
- Vanno assolutamente scoraggiate punizioni e umiliazioni.
- Non occorre svegliare ripetutamente il bambino durante la notte. Anzi, può risultare controproducente e suscitare irritazione nel genitore.
- Correggere la stipsi e rimuovere i fecalomi, tramite clistere o purga produce un miglioramento significativo in circa tre quarti dei casi.
- Quando le evacuazioni divengono più regolari il bambino va incoraggiato a sedersi sul vasino o recarsi alla toilette nella stessa ora della giornata, per 10-15 minuti e 10-15 minuti dopo i pasti (per sfruttare il riflesso gastro-colico), anche se è affidato a un asilo nido o alla struttura scolastica.[6]  Tecniche di bio-feedback si sono dimostrate di qualche utilità, ma sono spesso limitate dalla scarsa compliance del piccolo paziente[7]

Se il bambino non risponde ai metodi di supporto si dovrebbe ricorrere a una psicoterapia per il bambino e la sua famiglia. Prima è comunque bene escludere problemi fisico-anatomici (vedi diagnosi).

## Follow-up
Di norma vi è una buona risposta al trattamento. Tuttavia è possibile che in alcuni casi si verifichino delle recidive. Pertanto è opportuno continuare il trattamento per almeno 6-12 mesi, garantendo delle visite di controllo ogni 4-8 settimane, a giudizio del curante.